# Euncheon-dong
Euncheon-dong (koreanska: 은천동)  är en stadsdel i Sydkoreas huvudstad Seoul. Den ligger i stadsdistriktet Gwanak-gu i den sydvästra delen av staden.